# Заплуталась
«Заплу́талась» (рус. Запуталась) — песня украинской певицы Джамалы, выпущенная в качестве первого и единственного сингла в поддержку дебютного мини-альбома певицы Thank You. Музыка написана самой певицей, автором текста является украинская писательница Виктория Платова, а продюсером сингла выступил Евгений Филатов. Релиз песни состоялся 25 сентября 2014 года в iTunes.

## История создания
По словам Джамалы, у неё возникла идея и мелодия. Текст был написан украинской писательницей Викторией Платовой, а спродюсировал трек украинский певец и солист группы «The Maneken», Евгений Филатов. Песня была записана в начале 2013 года:

Песня Заплуталась родилась полтора года назад, после моего возвращения с острова Бали. Я написала её, вдохновившись своими личными переживаниями, балийской философией, постоянно бушующим океаном, которому все мы люди нипочем, и самими балийцами, которые не плачут даже тогда, когда кто-то умирает. Я спрашивала себя: Любила ли? А почему я чувствую, словно кто-то нажал кнопку «стоп»?
Песня была выпущена в качестве первого и единственного сингла в поддержку дебютного мини-альбома Джамалы, Thank You. Релиз сингла состоялся 25 сентября, за пять дней до выпуска мини-альбома. Джамала в интервью для портала Звуки.ру сказала пару слов о песне: «Мне нравится передавать все эмоции и содержание композиций ещё и голосом. Из этого желания и родилась песня „Запуталась“, когда вокруг одного слова „тебе“ всё и строится, когда оно исполняется на разные лады». Песня была записана на украинском языке.

## Музыкальное видео
Музыкальное видео на песню было снято в начале января 2015 года. Режиссёром и хореографом-постановщиком клипа стал Анатолий Сачивко, который ранее принимал участие в третьем сезоне телепередачи «Танцуют все!». Над новым видео, Джамала работала с танцевальным коллективом «Apache Crew», который выступал на концерте певицы в 2014 году. До этого, на концертах Джамалы и в музыкальных видео, танцевальные коллективы не принимали участие. Оператором видео выступил Никита Кузьменко. Видеоклип был смонтирован в серых тонах. По сюжету, девушка запуталась, мысли окружают и путают её. Премьера музыкального видео состоялась 1 марта 2015 года на канале певицы Джамалы на сервисе YouTube.

## Cepasa Remix
«Заплуталась (Cepasa remix)» — ремикс, созданный музыкантом, участником украинского музыкального трио Tomato Jaws, Cepasa. Ремикшированная запись была выпущена в качестве безальбомного сингла 23 января 2015 года в iTunes. Была создана в конце 2014 года в жанре электронной музыки. На обложке сингла, использовано изображение Джамалы в фиолетовом цвете, дымовой бирюзовый фон, а также надписи «Jamala» наверху большими буквами, а внизу «Заплуталась (Cepasa remix)» также большими. Также, аудио ремикса было опубликовано на YouTube.

## Реакция критиков
Алексей Мажаев с сайта InterMedia отметил, что песня «Запуталась» настолько красивая и «атмосферная», что могла бы быть записана не только на украинском, но и на других каких-либо языках. Обозреватель назвал песню лучшей на мини-альбоме и сказал, что она более красивая, чем «Perfect Man».

## Список композиций
- Цифровой сингл iTunes[1]

1. «Запуталась» — 5:10

## Участники записи
- Сусана Джамаладинова — автор музыки, вокал, бэк-вокал
- Виктория Платова — автор текста
- Евгений Филатов — продюсер

## История релиза
| Регион | Дата             | Формат               | Лейбл          |
| ------ | ---------------- | -------------------- | -------------- |
| СНГ    | 24 сентября 2014 | Цифровая дистрибуция | Enjoy! Records |
| СНГ    | 23 января 2015   | Цифровая дистрибуция | Jamala         |
| СНГ    | 1 марта 2015     | Видеоклип            | Enjoy! Records |